# Träskberget
Träskberget är en småort i Nederluleå socken i Luleå kommun i Norrbotten. Träskberget ligger cirka 15 kilometer nordväst om Luleå, på norra sidan om riksväg 97, norr om småorterna Bränslan och Bodvallen. Orten avgränsades som småort av Statistiska centralbyrån för första gången 2010.